# Pasiliuksensaari
Pasiliuksensaari är en ö i Finland. Den ligger i sjön Muotkajärvi och i kommunen Enontekis i den ekonomiska regionen  Fjäll-Lappland  och landskapet Lappland, i den norra delen av landet, 900 km norr om huvudstaden Helsingfors. Öns area är omkring 200 kvadratmeter och dess största längd är 30 meter i sydöst-nordvästlig riktning.